# 1996년 하계 패럴림픽
1996년 하계 패럴림픽(영어: 1996 Summer Paralympics, X Paralympic Games)은 1996년에 미국 애틀란타에서 개최된 하계 패럴림픽이다.

## 갤러리

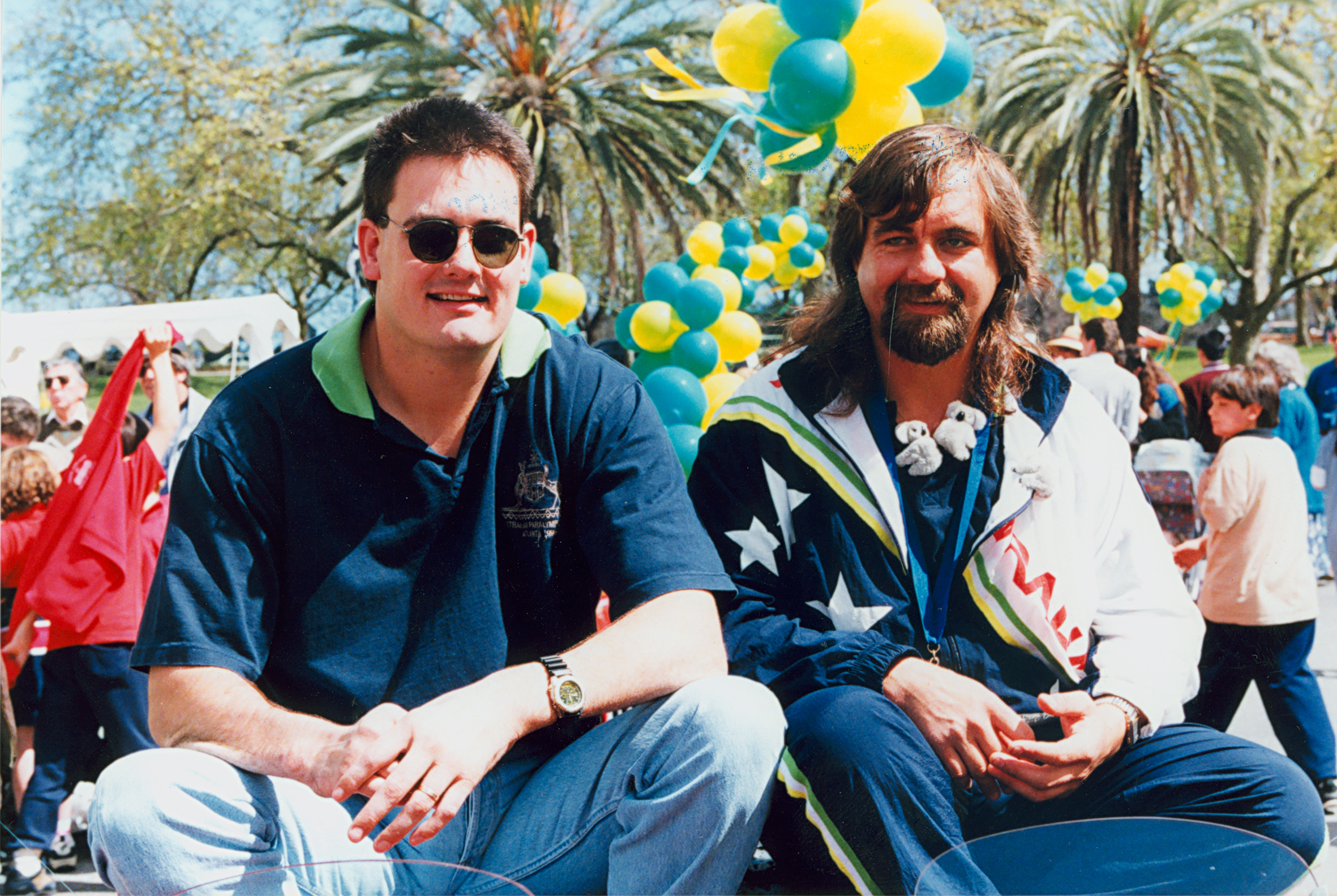
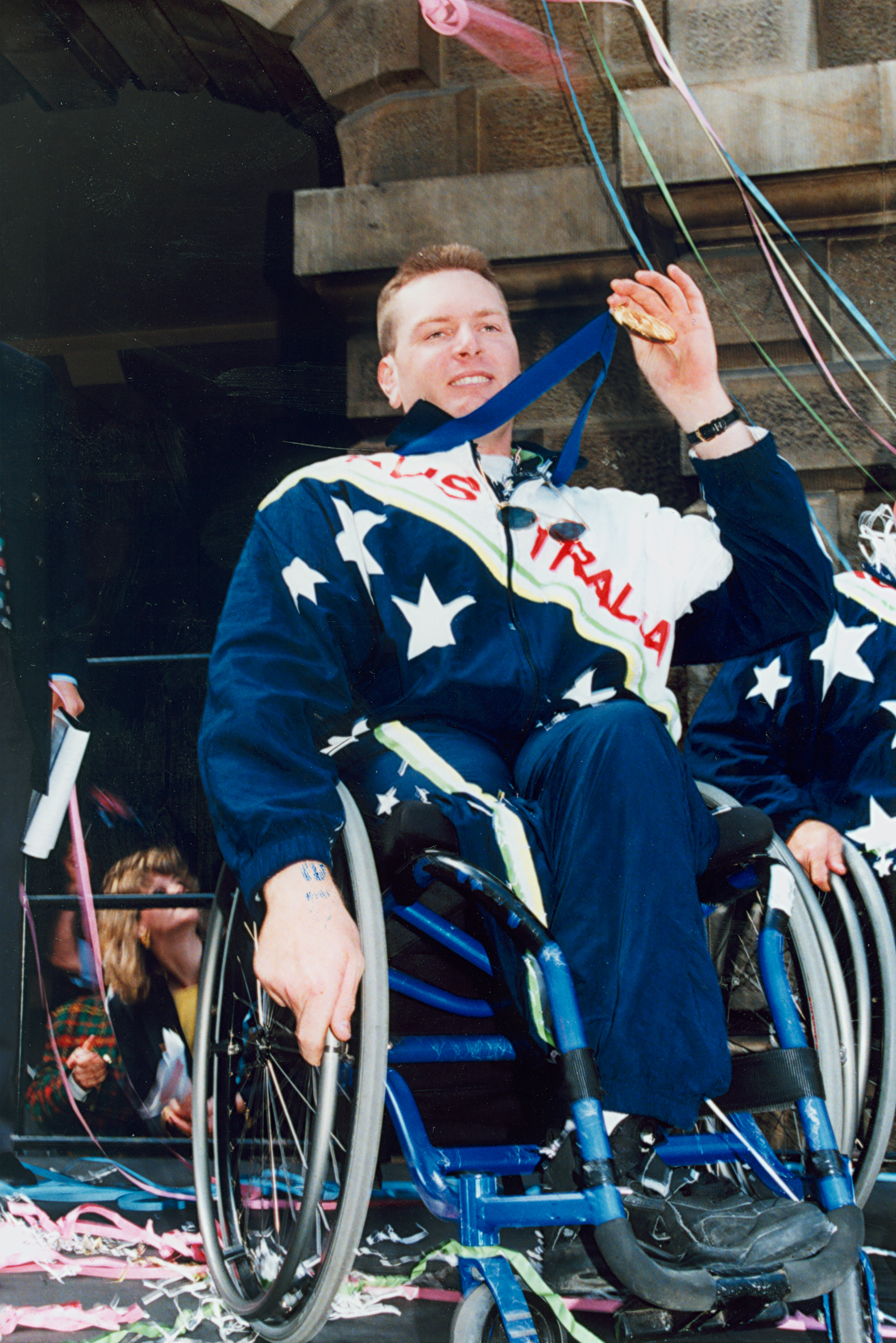
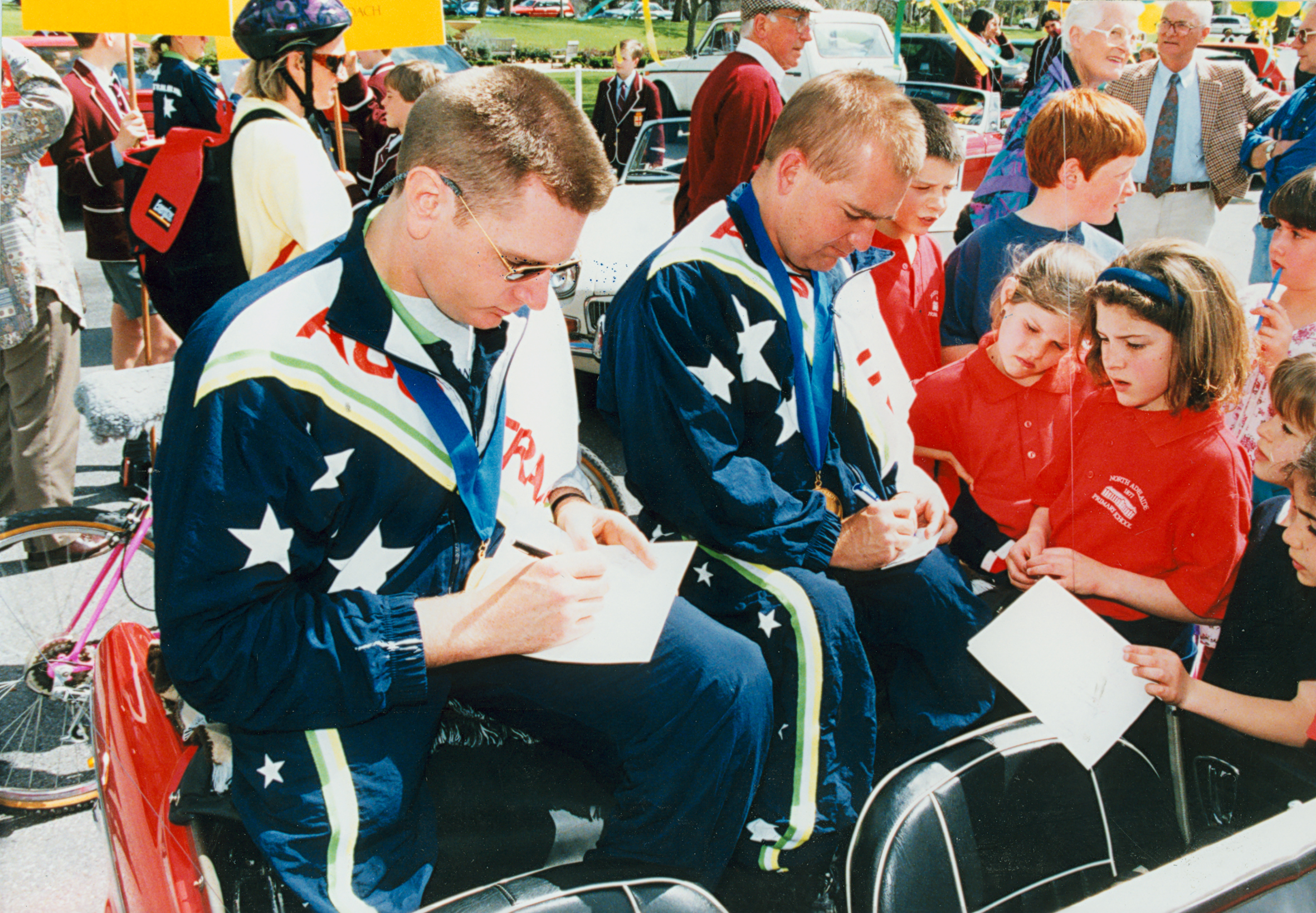
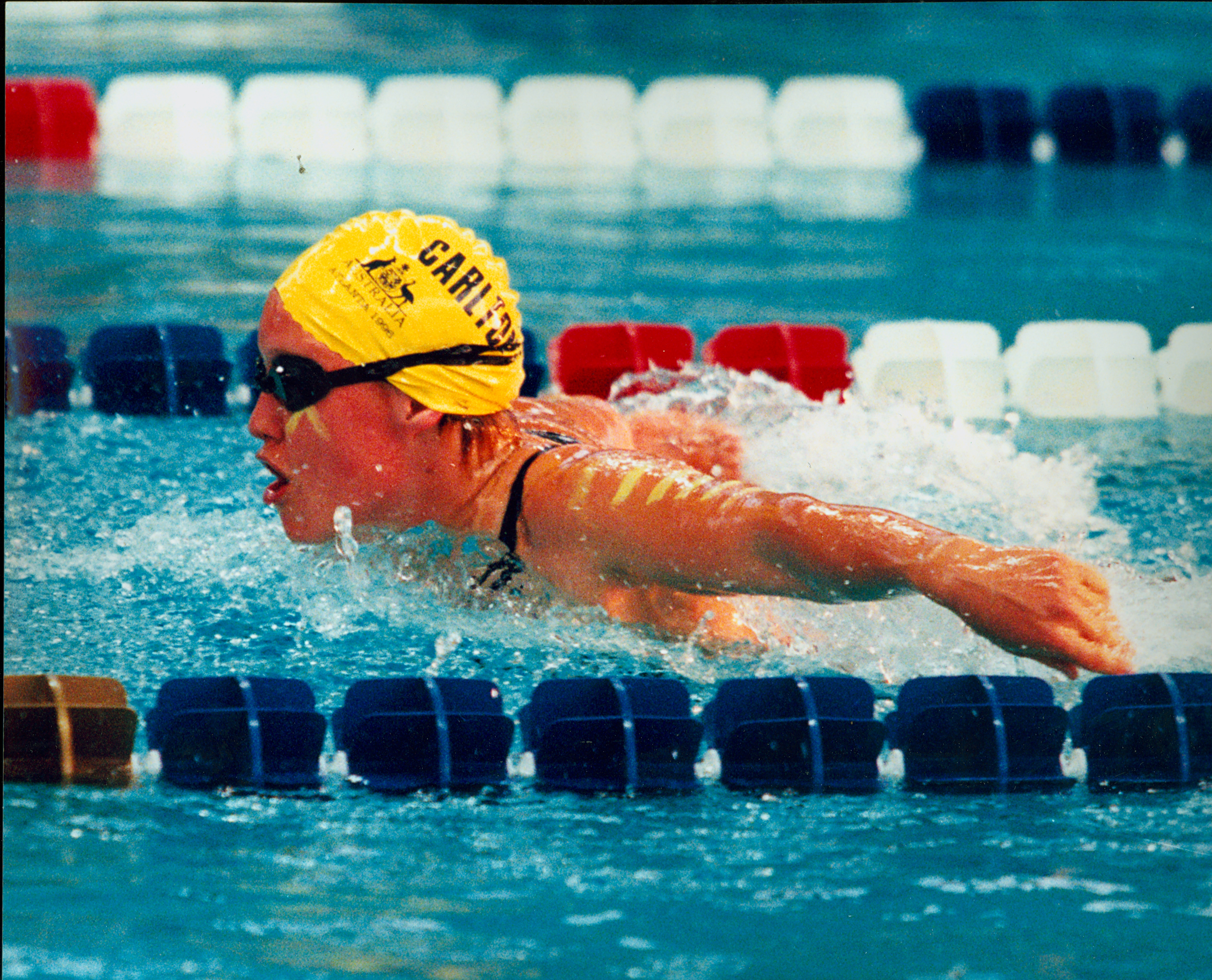
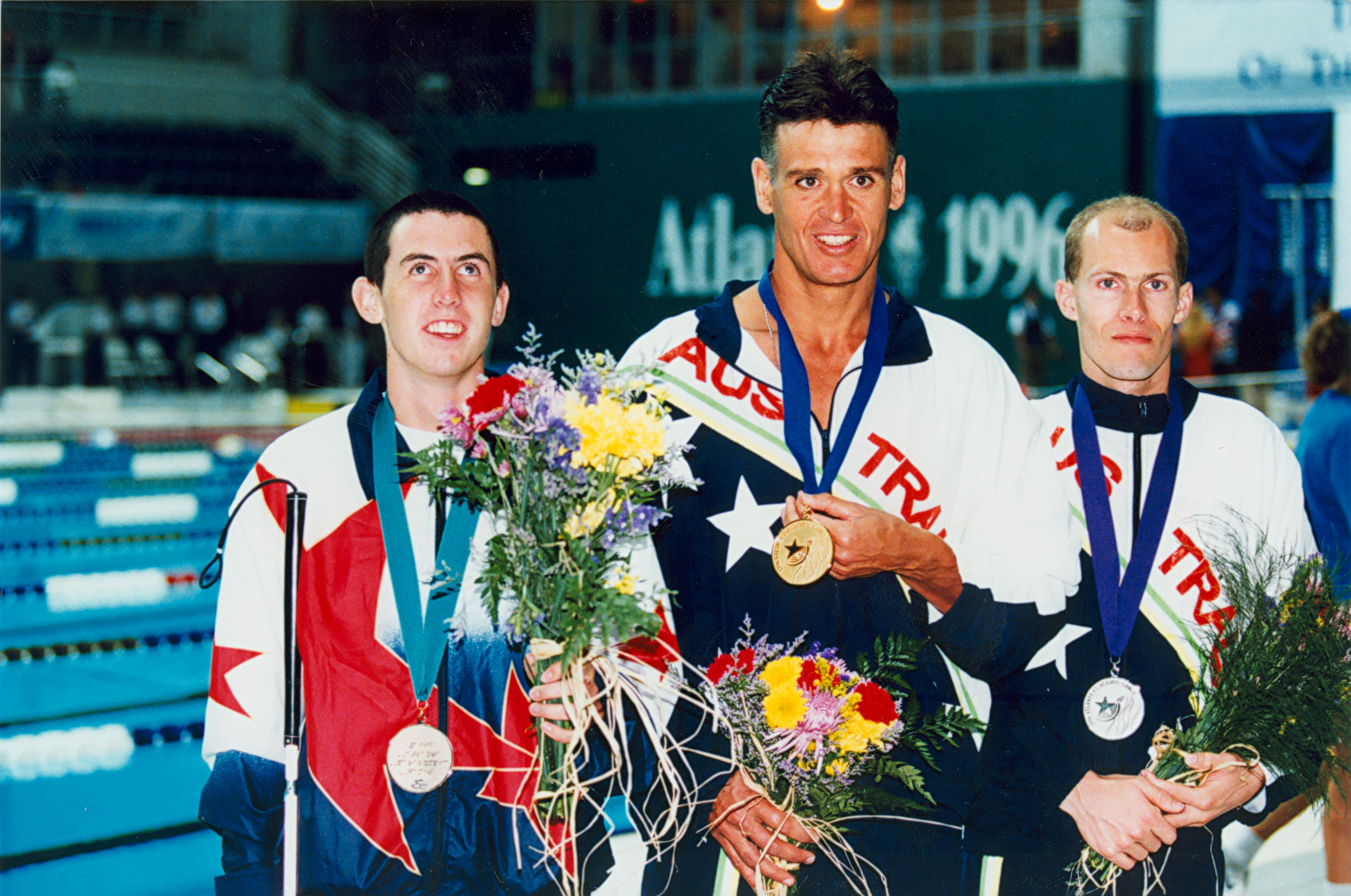
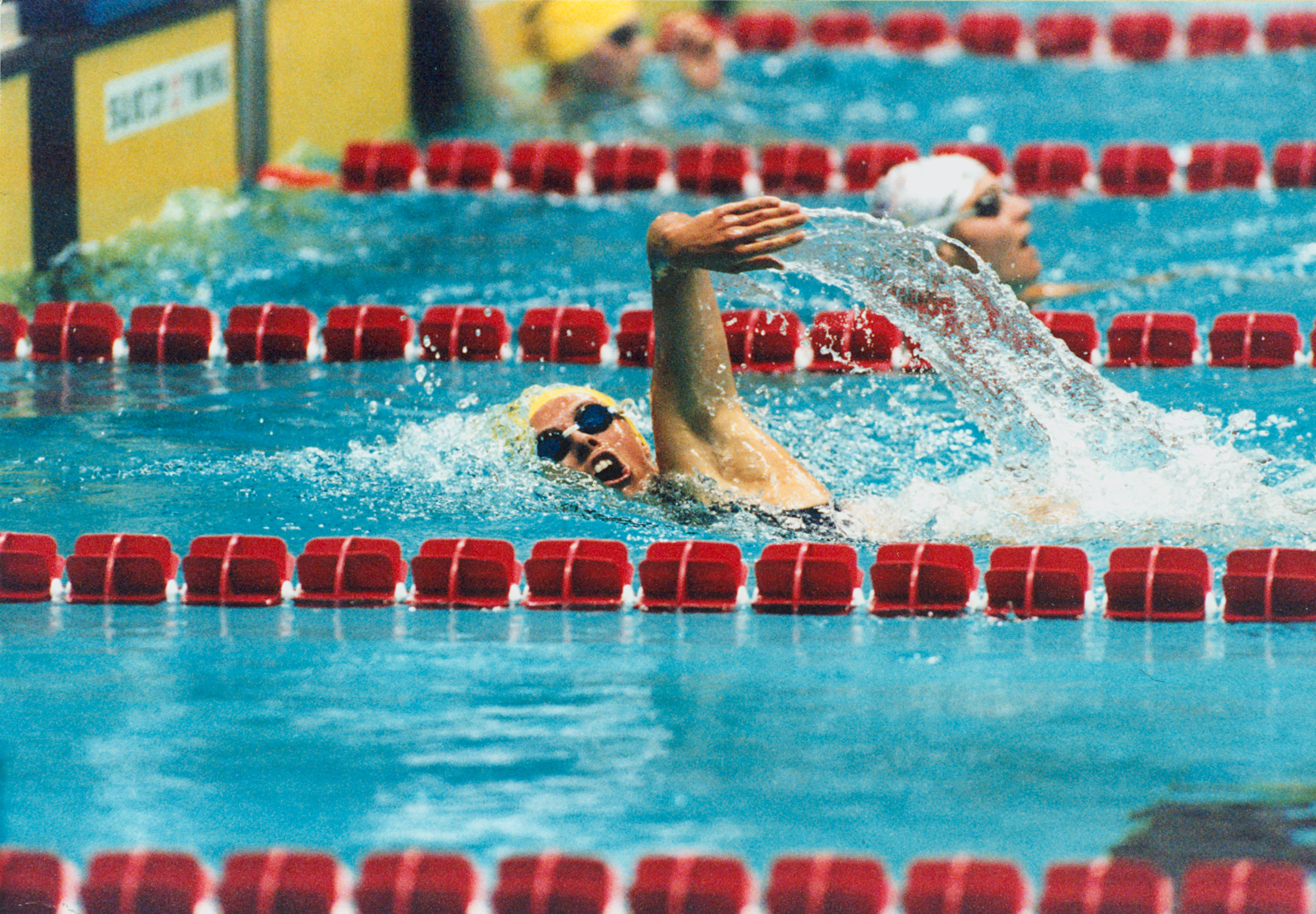
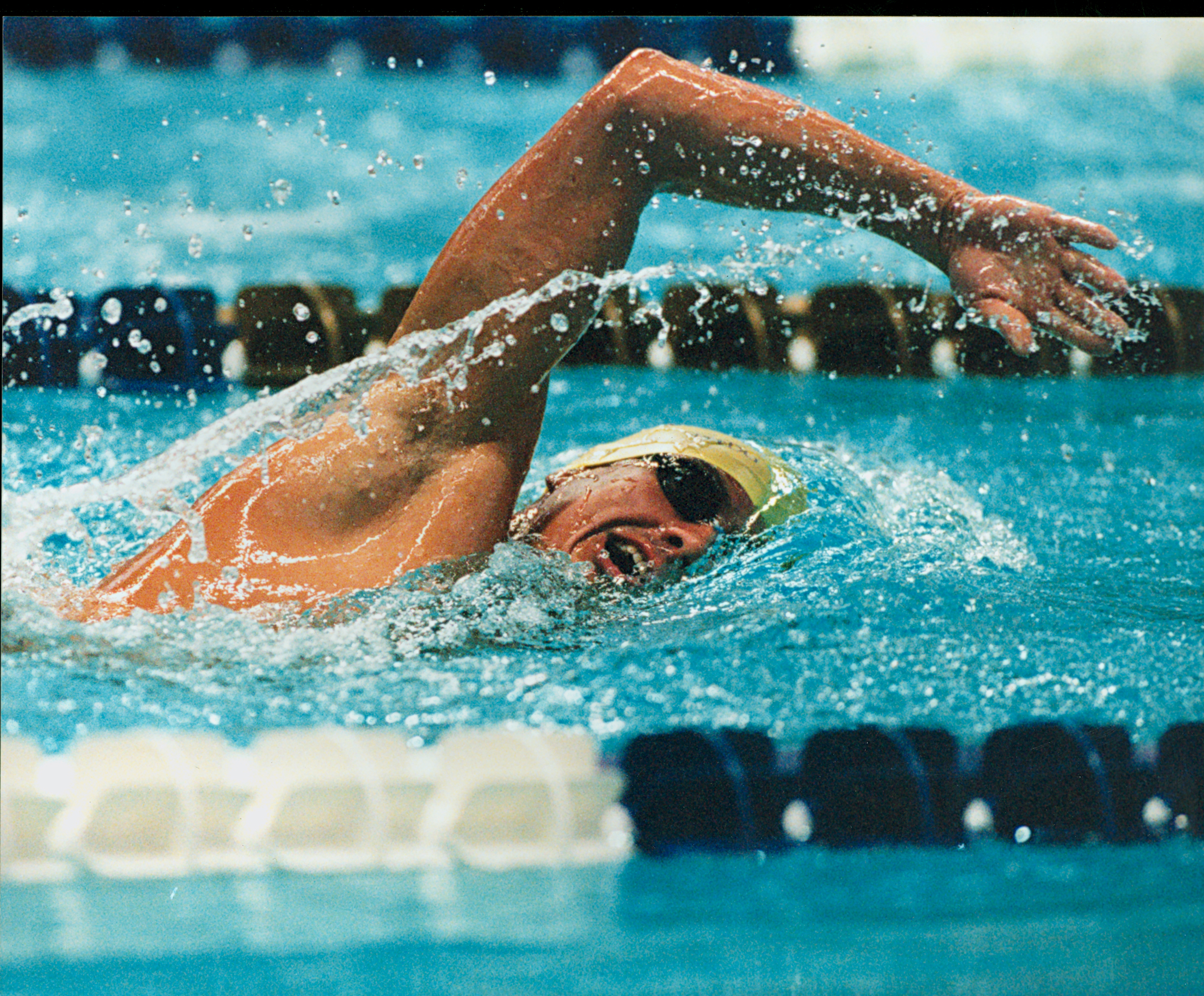

## 참가국
1996년 하계 패럴림픽에 참가한 국가는 총 104개국이다. 아프가니스탄, 앙골라, 아르메니아, 아제르바이잔, 벨라루스, 버뮤다, 보스니아 헤르체고비나, 코트디부아르, 온두라스, 카자흐스탄, 키르기스스탄, 리비아, 모리셔스, 몰도바, 북마케도니아(대회 당시에는 마케도니아 공화국), 카타르, 러시아, 사우디아라비아, 시에라리온, 슬로바키아, 스리랑카, 우크라이나, 잠비아 23개국이 처음으로 하계 패럴림픽에 참가하였다.
- 아프가니스탄
- 알제리
- 앙골라
- 아르헨티나
- 아르메니아
- 오스트레일리아
- 오스트리아
- 아제르바이잔
- 바레인
- 벨라루스
- 벨기에
- 버뮤다
- 보스니아 헤르체고비나
- 브라질
- 불가리아
- 부르키나파소
- 캐나다
- 칠레
- 중국
- 중화 타이베이
- 콜롬비아
- 코트디부아르
- 크로아티아
- 쿠바
- 키프로스
- 체코
- 덴마크
- 도미니카 공화국
- 에콰도르
- 이집트
- 에스토니아
- 페로 제도
- 피지
- 핀란드
- 프랑스
- 독일
- 영국
- 그리스
- 온두라스
- 홍콩
- 헝가리
- 아이슬란드
- 인도
- 인도네시아
- 이란
- 이라크
- 아일랜드
- 이스라엘
- 이탈리아
- 자메이카
- 일본
- 요르단
- 카자흐스탄
- 케냐
- 쿠웨이트
- 키르기스스탄
- 라트비아
- [[파일:{{{국기그림-1977}}}|22x20px|border |alt=리비아의 기]] 리비아
- 리투아니아
- 룩셈부르크
- 마카오
- 마케도니아 공화국
- 말레이시아
- 모리셔스
- 멕시코
- 몰도바
- 모로코
- 네덜란드
- 뉴질랜드
- 나이지리아
- 노르웨이
- 오만
- 파키스탄
- 파나마
- 페루
- 폴란드
- 포르투갈
- 푸에르토리코
- 카타르
- 루마니아
- 러시아
- 사우디아라비아
- 시에라리온
- 싱가포르
- 슬로바키아
- 슬로베니아
- 대한민국
- 남아프리카 공화국
- 스페인
- 스리랑카
- 스웨덴
- 스위스
- 시리아
- 태국
- 튀니지
- 우간다
- 우크라이나
- 아랍에미리트
- 미국 (개최국)
- 우루과이
- 베네수엘라
- 유고슬라비아
- 잠비아
- 짐바브웨

## 종목
| - 골볼 - 농구 - 론볼 - 배구 - 보치아 - 사격 - 사이클 - 수영 - 승마 | - 양궁 - 유도 - 육상 - 축구 - 탁구 - 테니스 - 파워리프팅 - 펜싱 |

### 시범 종목
- 라켓볼
- 럭비
- 요트

## 메달 합계
| 순위 | 국가           | 금메달 | 은메달 | 동메달 | 합계 |
| ---- | -------------- | ------ | ------ | ------ | ---- |
| 1    | 미국           | 47     | 46     | 65     | 158  |
| 2    | 오스트레일리아 | 42     | 37     | 27     | 106  |
| 3    | 독일           | 40     | 58     | 51     | 149  |
| 4    | 영국           | 39     | 42     | 41     | 122  |
| 5    | 스페인         | 39     | 31     | 36     | 106  |
| 6    | 프랑스         | 35     | 29     | 31     | 95   |
| 7    | 캐나다         | 24     | 22     | 24     | 70   |
| 8    | 네덜란드       | 17     | 11     | 17     | 45   |
| 9    | 중국           | 16     | 13     | 10     | 39   |
| 10   | 일본           | 14     | 10     | 13     | 37   |

## 같이 보기
- 1996년 하계 올림픽

| 하계 패럴림픽   |                                    |             |
| 이전 대회       | 1996년 하계 패럴림픽 애틀랜타 1996 | 다음 대회   |
| 바르셀로나 1992 | 1996년 하계 패럴림픽 애틀랜타 1996 | 시드니 2000 |